# Running Scared (Eldar & Nigar)
Running Scared è un singolo del duo azero Ell & Nikki, pubblicato nel 2011.
Il brano ha rappresentato l'Azerbaigian all'Eurovision Song Contest 2011, vincendo la cinquantaseiesima edizione del festival con 221 punti e guadagnando la prima vittoria della nazione caucasica al festival musicale.

## Pubblicazione e composizione
Il brano è stato scritto in lingua inglese da Stefan Örn e Sandra Bjurman ed è stato composto da Örn e Bjurman stessi e da Iain James Farquharson specificamente per l'Eurovision Song Contest 2011.

## Descrizione
Il testo parla di due amanti spaventati dalla delicatezza del loro amore e che pertanto "corrono spaventati".
I'm running, I'm scared of life

I'm running, I'm scared of breathing

'Cause I adore you»
Sto correndo, ho paura della vita

Sto correndo, ho paura di respirare

Perché io ti adoro»

## Video musicale
Il video del brano è uscito nell'aprile 2011, è stato diretto da Tarmo Krimm e girato in Crimea.

## Tracce
Testi di Stefan Örn e Sandra Bjurman, musiche di Stefan Örn, Sandra Bjurman e Iain James Farquharson.
1. Running Scared – 2:59
2. Running Scared (versione acustica) – 2:58
3. Running Scared (Azzido Da Bass Pop Club Mix) – 4:02
4. Running Scared (Azzido Da Bass Pop Radio Mix) – 2:28

## Classifiche
| Classifica (2011) | Posizione massima |
| ----------------- | ----------------- |
| Austria           | 22                |
| Belgio (Fiandre)  | 37                |
| Germania          | 33                |
| Irlanda           | 41                |
| Paesi Bassi       | 59                |
| Regno Unito       | 61                |
| Russia            | 10                |
| Svizzera          | 11                |